# Elatostema integrifolium
Elatostema integrifolium är en nässelväxtart som först beskrevs av David Don, och fick sitt nu gällande namn av Hugh Algernon Weddell. Elatostema integrifolium ingår i släktet Elatostema och familjen nässelväxter. Utöver nominatformen finns också underarten E. i. tomentosum.